# Stopplaats Ulsda
Ulsda (afkorting Uld) is een voormalige halte aan de spoorlijn Harlingen - Nieuwe Schans. De halte lag bij Ulsda tussen de huidige stations Nieuweschans en Winschoten.